# Arctoa fulvella
Arctoa fulvella là một loài Rêu trong họ Dicranaceae. Loài này được (Dicks.) Bruch & Schimp. mô tả khoa học đầu tiên năm 1846.